# سن دیگو جنوبی
سن دیگو جنوبی (انگلیسی: South San Diego) ناحیه‌ای در شهر سن دیگو و در جنوب غربی آن قرار دارد و یک منطقه کاربردی از سن دیگو است.